# 杰克·阿妮姆
杰克·丹妮尔·阿妮姆（英語：Jack Daniele Animam，1998年11月27日—）為菲律賓女子籃球運動員，16歲起代表國家成人隊出賽，2020年在菲律賓國家大學以96勝0敗完成UAAP六連霸以後，前往臺灣加入世新猛虎參加大專籃球聯賽，攻讀公共關係暨廣告學系研究所。2023年8月阿妮姆加盟中国女子篮球联赛武汉盛帆白鹤。

## 外部連結
- 杰克·阿妮姆在fiba.basketball（英语）
- 杰克·阿妮姆在fiba3x3.com（英语）
- 杰克·阿妮姆在Eurobasket.com（球員）（英语）
- 杰克·阿妮姆在Flashscore（英语）